# Le Ham
|  | Per a altres significats, vegeu «Le Ham (Mayenne)». |

Le Ham és un municipi francès al departament de la Mànega de la regió de Normandia. L'any 2007 tenia 331 habitants.

## Demografia

### Població
El 2007 la població de fet de Le Ham era de 331 persones. Hi havia 127 famílies de les quals 29 eren unipersonals (29 dones vivint soles i 29 dones vivint soles), 49 parelles sense fills i 49 parelles amb fills.
La població ha evolucionat segons el següent gràfic:

### Habitatges
El 2007 hi havia 139 habitatges, 127 eren l'habitatge principal de la família, 8 eren segones residències i 4 estaven desocupats. 127 eren cases i 9 eren apartaments. Dels 127 habitatges principals, 93 estaven ocupats pels seus propietaris i 34 estaven llogats i ocupats pels llogaters; 1 tenia una cambra, 2 en tenien dues, 13 en tenien tres, 36 en tenien quatre i 75 en tenien cinc o més. 95 habitatges disposaven pel capbaix d'una plaça de pàrquing. A 58 habitatges hi havia un automòbil i a 52 n'hi havia dos o més.

### Piràmide de població
La piràmide de població per edats i sexe el 2009 era:
| Homes | Edats   | Dones |
| ----- | ------- | ----- |
| 0     | 95 o +  | 0     |
| 0     | 90 a 94 | 0     |
| 0     | 85 a 89 | 12    |
| 4     | 80 a 84 | 4     |
| 4     | 75 a 79 | 4     |
| 8     | 70 a 74 | 8     |
| 8     | 65 a 69 | 8     |
| 4     | 60 a 64 | 12    |
| 12    | 55 a 59 | 8     |
| 20    | 50 a 54 | 20    |
| 8     | 45 a 49 | 8     |
| 8     | 40 a 44 | 12    |
| 20    | 35 a 39 | 12    |
| 8     | 30 a 34 | 4     |
| 4     | 25 a 29 | 12    |
| 8     | 20 a 24 | 4     |
| 8     | 15 a 19 | 16    |
| 16    | 10 a 14 | 12    |
| 4     | 5 a 9   | 12    |
| 0     | 0 a 4   | 4     |

## Economia
El 2007 la població en edat de treballar era de 213 persones, 149 eren actives i 64 eren inactives. De les 149 persones actives 132 estaven ocupades (88 homes i 44 dones) i 17 estaven aturades (8 homes i 9 dones). De les 64 persones inactives 16 estaven jubilades, 18 estaven estudiant i 30 estaven classificades com a «altres inactius».

### Ingressos
El 2009 a Le Ham hi havia 134 unitats fiscals que integraven 353 persones, la mediana anual d'ingressos fiscals per persona era de 14.708 €.

### Activitats econòmiques
Dels 10 establiments que hi havia el 2007, 1 era d'una empresa extractiva, 1 d'una empresa alimentària, 2 d'empreses de fabricació d'altres productes industrials, 4 d'empreses de construcció i 2 d'empreses de comerç i reparació d'automòbils.
Dels 3 establiments de servei als particulars que hi havia el 2009, 2 eren paletes i 1 guixaire pintor.
L'únic establiment comercial que hi havia el 2009 era una botiga de menys de 120 m².
L'any 2000 a Le Ham hi havia 12 explotacions agrícoles que ocupaven un total de 432 hectàrees.

## Equipaments sanitaris i escolars
El 2009 hi havia una escola maternal.

## Poblacions properes
El següent diagrama mostra les poblacions més properes.